# Aqtoghai

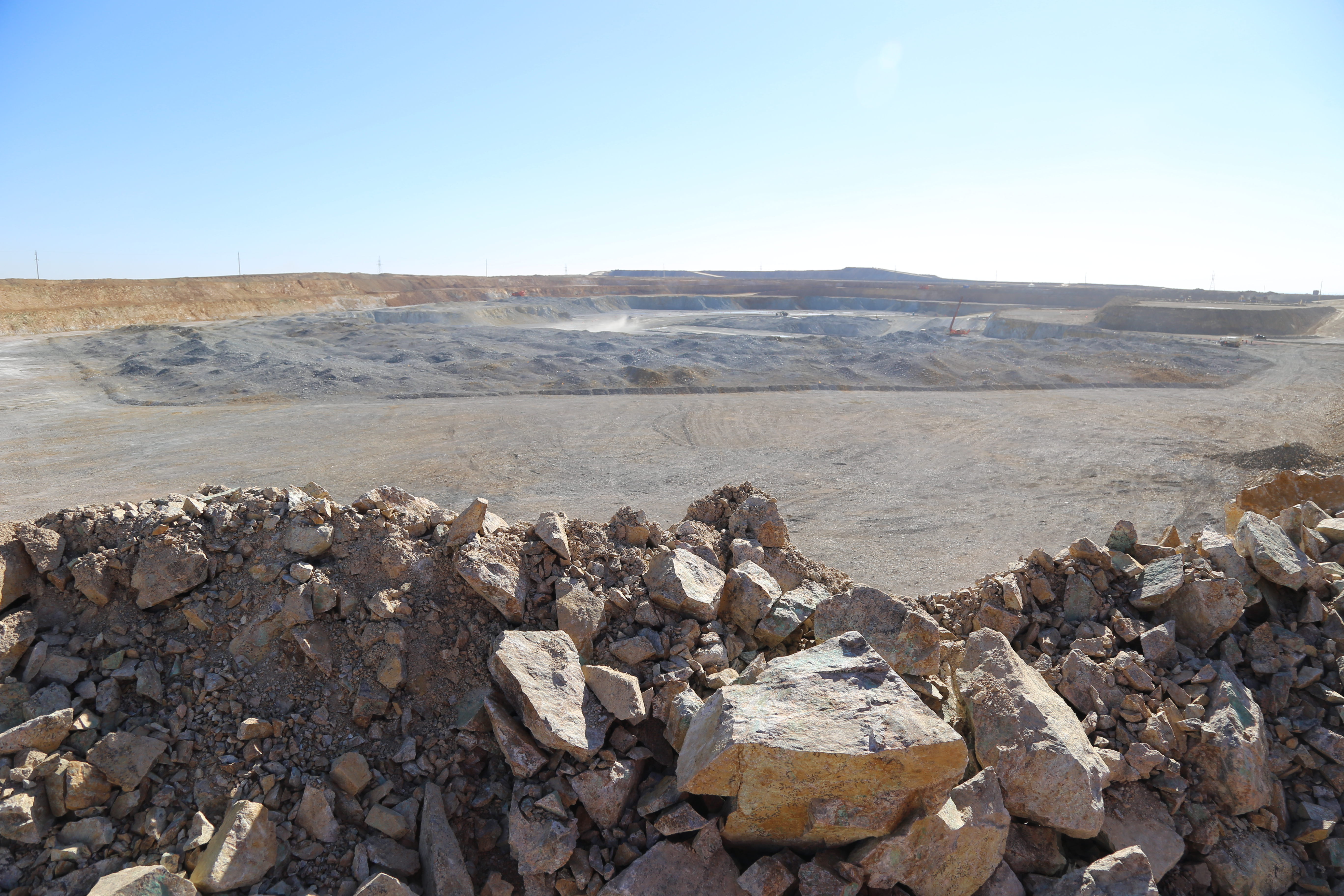
Aqtoghai-Mine

Aqtoghai (kasachisch Ақтоғай; russisch Актогай Aktogai) ist eine Siedlung städtischen Typs im Audan Ajagös im Gebiet Abai.
Der Ort befindet sich in 420 km Entfernung südlich der Gebietshauptstadt Öskemen. Die Siedlung liegt auf der Turkestan-Sibirischen Eisenbahnstrecke und ist ein wichtiger Eisenbahnknotenpunkt im östlichen Kasachstan, denn von hier führen die Abzweigungen über Balqasch nach Mojynty zum zentralkasachischen Streckennetz und nach Dostyk zur chinesischen Grenze.
Ca. 19 km östlich der Siedlung liegt der Kupfertagebau Aqtoghai.